# Élections législatives néo-zélandaises de 2014
Des élections législatives se tiennent en Nouvelle-Zélande le 20 septembre 2014. Il s'agit d'élire l'ensemble des cent-vingt députés (ou plus) de la cinquante-et-unième législature de la Chambre des représentants, assemblée législative monocamérale. La Nouvelle-Zélande est une monarchie parlementaire fondée sur le modèle de Westminster.
Le Parti national (centre droit), au pouvoir depuis 2008 à la tête d'un gouvernement de coalition, conserve sa majorité relative des sièges. John Key demeure Premier ministre.

## Système électoral
Les élections ont lieu tous les trois ans. Chaque électeur dispose de deux voix : une pour élire un député pour sa circonscription, et une pour un parti politique. Soixante-dix députés sont ainsi élus dans des circonscriptions à siège unique au scrutin uninominal à un tour ; les cinquante autres sont élus à la proportionnelle, à partir de listes de candidats soumises par les partis, afin de rééquilibrer les résultats des circonscriptions avec le rapport de forces sur le plan national. Si un parti remporte un nombre de circonscriptions inférieur à la proportion de voix qu'il a obtenue au niveau national, des candidats de la liste de ce parti sont élus députés, pour que la proportion de députés de ce parti corresponde à la proportion de voix. 
En raison de ce système, il est possible qu'un parti remporte un nombre de circonscriptions supérieur à la proportion de voix qu'il obtient par les scrutins de liste. Dans un tel cas, le nombre de sièges obtenus par ce parti dépasse le nombre de sièges qui lui serait normalement alloué à la proportionnelle. Ce cas de figure engendre la création de « sièges excédentaires » (overhang seats), portant le nombre de sièges au Parlement au-delà de cent-vingt. Ainsi, parce que le Parti māori en 2011 a remporté trois circonscriptions mais n'a obtenu que 1,4 % des voix, le Parlement issu des élections de 2011 compte 121 députés.
Le pays est divisé en soixante-trois circonscriptions uninominale dites « circonscriptions générales » (general electorates), auxquelles sont superposées sept circonscriptions uninominales dites « circonscriptions maori » (Maori electorates). Chaque citoyen choisit s'il souhaite être inscrit sur les listes électorales générales ou maori. Les sièges maori existent depuis 1867, afin de garantir que les Maori soient représentés au Parlement. Les citoyens maori peuvent néanmoins choisir de s'inscrire sur les listes générales.

## Contexte, partis et candidats

### Majorité sortante
Le Parti national (libéral-conservateur), dirigé par le premier ministre John Key, est au pouvoir depuis les législatives de novembre 2008. À la suite des législatives de 2011, il dispose de cinquante-neuf sièges sur cent-vingt-et-un. Il dispose d'une majorité absolue lui permettant de gouverner grâce à des accords de confiance avec le Parti māori (trois sièges), l'Association des consommateurs et des contribuables (ACT) (droite, libéralisme classique ; 1 siège), et United Future (auto-défini comme centriste ; 1 siège). 
Dans le gouvernement Key, Pita Sharples, du Parti maori, siège comme ministre des Affaires maori ; Tariana Turia, également du Parti maori, est ministre des questions de handicap, et ministre de la santé familiale autochtone (whānau ora). John Banks (en), l'unique député de l'ACT, fut ministre des Petites entreprises jusqu'à sa démission du gouvernement en octobre 2013, ayant été inculpé de fraude électorale. Il demeure néanmoins membre de la majorité parlementaire. Peter Dunne, chef et unique député de United Future, fut ministre des Revenus jusqu'en juin 2013, puis fut contraint à la démission, accusé d'avoir transmis à la presse des documents confidentiels. Il demeure néanmoins lui aussi membre de la majorité parlementaire.
Pita Sharples, Tariana Turia et John Banks ont tous annoncé qu'ils ne se représenteraient pas aux élections de 2014,,.

### Partis d'opposition
L'opposition officielle est constituée des trente-quatre députés du Parti travailliste (centre gauche), dirigé par David Cunliffe, chef de l'opposition. 
Les trois autres partis représentés au Parlement siègent également en opposition au gouvernement, de manière autonome :

- le Parti vert, dirigé conjointement par Metiria Turei et Russel Norman, avec quatorze sièges ;

- Nouvelle-Zélande d'abord (populiste), dirigé par Winston Peters, avec sept sièges ;

- le Parti mana (autochtone, scindé du Parti maori en 2011), avec un député (son fondateur, Hone Harawira). Pour cette élection, le parti mana présente des candidats communs avec le Parti d'Internet, son allié, fondé en 2014 par le fondateur de Megaupload, Kim Dotcom.

## Campagne et sondages
Les sondages donnent un net avantage au Parti national tout au long de la campagne. John Key fait campagne sur sa gestion de l'économie, et promet des baisses d'impôts. Lors des dernières semaines, toutefois, sa popularité est entachée par des accusations de programme d'espionnage ; sa ministre de la Justice Judith Collins, accusée de connivence avec des blogueurs conservateurs dans une campagne de dénigrement de ses adversaires, est contrainte de démissionner. Pour autant, le dernier sondage avant l'élection indique 48 % d'intentions de vote pour les Nationaux. Les Travaillistes, promettant un accroissement du salaire minimum et un impôt sur les plus-values, recueilleraient 26 % d'intentions de vote, tandis que leurs alliés du Parti vert seraient à 11 %.
En amont de l'élection, John Key annonce qu'en cas de victoire des Nationaux, son gouvernement souhaiterait changer le drapeau de la Nouvelle-Zélande, et initierait un référendum à ce sujet. David Cunliffe est lui aussi favorable à un changement du drapeau, via un référendum. Metiria Turei, pour sa part, fait valoir qu'il n'y a pas eu de demande des citoyens à ce sujet, et ne voit pas de raison de changer le drapeau.

## Résultats
|                           |                                   |                  |                  |                  |                  |                 |                 |                 |                 |              |               |  |  |  |
| Parti                     | Parti                             | Circonscriptions | Circonscriptions | Circonscriptions | Circonscriptions | Proportionnelle | Proportionnelle | Proportionnelle | Proportionnelle | Total sièges | +/-           |  |  |  |
| Parti                     | Parti                             | Voix             | %                | Sièges           | +/-              | Voix            | %               | +/-             | Sièges          | Total sièges | +/-           |  |  |  |
|                           | Parti national                    | 1 081 787        | 46,08            | 41               | 1                | 1 131 501       | 47,04           | 0,27            | 19              | 60           | 1             |  |  |  |
|                           | Parti travailliste                | 801 287          | 34,13            | 27               | 5                | 604 534         | 25,13           | 2,35            | 5               | 32           | 2             |  |  |  |
|                           | Parti vert                        | 165 718          | 7,06             | 0                | en stagnation    | 257 356         | 10,70           | 0,36            | 14              | 14           | en stagnation |  |  |  |
|                           | Nouvelle-Zélande d'abord          | 73 384           | 3,13             | 0                | en stagnation    | 208 300         | 8,66            | 2,07            | 11              | 11           | 3             |  |  |  |
|                           | Parti conservateur                | 81 075           | 3,45             | 0                | en stagnation    | 95 958          | 3,99            | 1,34            | 0               | 0            | en stagnation |  |  |  |
|                           | Parti d'Internet - Mouvement mana | 37 181           | 1,58             | 0                | 1                | 34 095          | 1,42            | 0,34            | 0               | 0            | 1             |  |  |  |
|                           | Parti māori                       | 42 108           | 1,79             | 1                | 2                | 31 850          | 1,32            | 0,11            | 1               | 2            | 1             |  |  |  |
|                           | ACT New Zealand                   | 27 778           | 1,18             | 1                | en stagnation    | 16 689          | 0,69            | 0,38            | 0               | 1            | en stagnation |  |  |  |
|                           | Parti du cannabis                 | 4 936            | 0,21             | 0                | en stagnation    | 10 961          | 0,46            | 0,06            | 0               | 0            | en stagnation |  |  |  |
|                           | Avenir uni                        | 14 722           | 0,63             | 1                | en stagnation    | 5 286           | 0,22            | 0,38            | 0               | 1            | en stagnation |  |  |  |
|                           | Autres                            | 17 631           | 0,75             | 0                | en stagnation    | 9 450           | 0,39            | -               | 0               | 0            | en stagnation |  |  |  |
|                           |                                   |                  |                  |                  |                  |                 |                 |                 |                 |              |               |  |  |  |
| Suffrages exprimés        | Suffrages exprimés                | 2 347 607        | 95,97            |                  |                  | 2 405 622       | 98,34           |                 |                 |              |               |  |  |  |
| Votes blancs et invalides | Votes blancs et invalides         | 98 690           | 4,03             | 40 675           | 1,66             |                 |                 |                 |                 |              |               |  |  |  |
| Total                     | Total                             | 2 446 297        | 100              | 71               | 1                | 2 446 297       | 100             | -               | 50              | 121          | en stagnation |  |  |  |
| Abstentions               | Abstentions                       | 694 120          | 22,10            |                  |                  | 694 120         | 22,10           |                 |                 |              |               |  |  |  |
| Inscrits/Participation    | Inscrits/Participation            | 3 140 417        | 77,90            | 3 140 417        | 77,90            |                 |                 |                 |                 |              |               |  |  |  |

Le Parti national conserve une majorité relative des sièges (60 sur 121), manquant de peu d'obtenir une majorité absolue. Les Travaillistes, quant à eux, enregistrent leur pire résultat depuis 1925.
Les résultats sont les suivants : 

### Résultats d'ensemble
| Parti | Parti                                  | Dirigeant                           | Circonscription du dirigeant      | Sièges (circonscriptions) | Sièges (liste) | Sièges (total) | Changement par rapport à 2011 |
| ----- | -------------------------------------- | ----------------------------------- | --------------------------------- | ------------------------- | -------------- | -------------- | ----------------------------- |
|       | Parti national de Nouvelle-Zélande     | John Key Premier ministre           | Helensville                       | 41                        | 19             | 60 députés     | +1                            |
|       | Parti travailliste de Nouvelle-Zélande | David Cunliffe Chef de l'opposition | New Lynn                          | 27                        | 5              | 32 députés     | -2                            |
|       | Parti vert d'Aotearoa Nouvelle-Zélande | Metiria Turei et Russel Norman      | aucun (liste)                     | 0                         | 14             | 14 députés     | +0                            |
|       | Nouvelle-Zélande d'abord               | Winston Peters                      | aucun (liste)                     | 0                         | 11             | 11 députés     | +3                            |
|       | Parti māori                            | Te Ururoa Flavell                   | Waiariki                          | 1                         | 1              | 2 députés      | -1                            |
|       | ACT New Zealand                        | Jamie Whyte                         | aucun (battu au scrutin de liste) | 1                         | 0              | 1 député       | +0                            |
|       | Futur uni                              | Peter Dunne                         | Ohariu                            | 1                         | 0              | 1 député       | +0                            |
|       | Parti mana / Parti d'Internet          | Hone Harawira                       | Te Tai Tokerau (battu)            | 0                         | 0              | 0 député       | -1                            |
|       | Autres, et candidats sans étiquette    | n/a                                 | n/a                               | 0                         | 0              | 0 député       | +0                            |

### Circonscriptions notables
| Candidat | Candidat          | Parti          | Voix   | Pourcentage |
| -------- | ----------------- | -------------- | ------ | ----------- |
|          | John Key          | National       | 19 756 | 66,56 %     |
|          | Corie Jon Haddock | Travailliste   | 3 734  | 12,60 %     |
|          | Kennedy Graham    | Vert           | 3 570  | 12,04 %     |
|          | Laila Harré       | sans étiquette | 1 057  | 3,57 %      |
|          | Deborah Dougherty | Conservateur   | 826    | 2,79 %      |
|          | Penny Bright      | sans étiquette | 359    | 1,21 %      |
|          | Phelan Pirrie     | ACT            | 265    | 0,89 %      |
|          | Brendan Whyte     | sans étiquette | 73     | 0,25 %      |

| Candidat | Candidat       | Parti        | Voix | Pourcentage |
| -------- | -------------- | ------------ | ---- | ----------- |
|          | David Cunliffe | Travailliste |      |             |

| Candidat | Candidat      | Parti | Voix | Pourcentage |
| -------- | ------------- | ----- | ---- | ----------- |
|          | David Seymour | ACT   |      |             |

| Candidat | Candidat    | Parti         | Voix | Pourcentage |
| -------- | ----------- | ------------- | ---- | ----------- |
|          | Peter Dunne | United Future |      |             |

| Circonscription | Député sortant | Député sortant    | Parti du sortant | Sortant se représente ? | Élu | Élu | Parti de l'élu |
| --------------- | -------------- | ----------------- | ---------------- | ----------------------- | --- | --- | -------------- |
| Hauraki-Waikato |                | Nanaia Mahuta     | Travailliste     |                         |     |     |                |
| Ikaroa-Rāwhiti  |                | Meka Whaitiri     | Travailliste     |                         |     |     |                |
| Tāmaki Makaurau |                | Pita Sharples     | Māori            | non                     |     |     |                |
| Te Tai Hauāuru  |                | Tariana Turia     | Māori            | non                     |     |     |                |
| Te Tai Tokerau  |                | Hone Harawira     | Mana             |                         |     |     |                |
| Te Tai Tonga    |                | Rahui Katene      | Māori            |                         |     |     |                |
| Waiariki        |                | Te Ururoa Flavell | Māori            | oui                     |     |     |                |

Circonscriptions ayant changé de couleur politique

Seules quatre circonscriptions sont passées d'un parti à un autre à ces élections. Les quatre changements ont été en faveur du Parti travailliste. Les Travaillistes ont ravi la circonscription de Napier (centrée sur la ville du même nom) aux Nationaux, et les circonscriptions de Tāmaki Makaurau et Te Tai Hauāuru au Parti maori. Enfin, dans la circonscription de Te Tai Tokerau, le sortant Hone Harawira, fondateur et seul député du Parti mana, est battu par le candidat travailliste Kelvin Davis.